# Haïtiaans-Creools
Het Haïtiaans-Creools, ook wel Kreyòl of Patua genoemd, is een creoolse taal die wordt gesproken op Haïti en op andere plaatsen waar de Haïtianen zich in de loop van de tijd hebben gevestigd, met name de Bahama's, Cuba, de Kaaimaneilanden, de Dominicaanse Republiek, Frans-Guyana, Guadeloupe, Puerto Rico en de Verenigde Staten. Het is enerzijds gebaseerd op het Frans en anderzijds op diverse Afrikaanse talen, met name de Gbe-talen. Daarnaast bevat het elementen uit het Arabisch, Spaans en Taíno. Tegenwoordig wordt het in toenemende mate door het Engels beïnvloed.
Het Kreyòl is van oudsher vooral de taal van het armere deel van de bevolking, de rijke elite spreekt uitsluitend Frans. Het heeft ca. 12 miljoen sprekers en heeft in 1961 door toedoen van Félix Morisseau-Leroy de status van officiële taal van Haïti gekregen naast het Frans, dat sinds het einde van de Haïtiaanse Revolutie in 1804 de enige voor gebruik in literaire werken toegestane taal van Haïti was. Bij deze vorm van taalpolitiek speelden onder andere racistische overwegingen een rol: het Kreyòl werd net als veel andere creooltalen in die tijd beschouwd als een gedegradeerde versie van een Indo-Europese taal - in dit geval het Frans - die door elementen uit talen die door inferieure volkeren werden gesproken negatief was beïnvloed. Tegenwoordig is het Kreyòl als volwaardige taal erkend en met name binnen Haïti aan een echte opmars bezig en wordt het behalve als taal van de literatuur ook gebruikt op de Haïtiaanse radio en televisie ter vervanging van het Frans.

## Fonologie
|             | Bilabiaal | Labio- dentaal | Dentaal/ Alveolaar | Post- Alveolar | Palataal | Velaar |
| ----------- | --------- | -------------- | ------------------ | -------------- | -------- | ------ |
| Nasaal      | [m]       |                | [n]                |                |          | [ŋ]    |
| Plosief     | [p b]     |                | [t d]              |                |          | [k ɡ]  |
| Affricaat   |           |                |                    | [tʃ] [dʒ]      |          |        |
| Fricatief   |           | [f] [v]        | [s] [z]            | [ʃ] [ʒ]        |          | [ɣ]    |
| Approximant |           |                | [l]                |                | [j]      | [w]    |

De medeklinker /ŋ/ verschijnt alleen in Engelse leenwoorden zoals bèl filing ("goed gevoel").
|                        | Voorste klinker | Centrale klinker | Achterste klinker |
| ---------------------- | --------------- | ---------------- | ----------------- |
| Gesloten klinker       | [i] ([ĩ])       |                  | [u] ([ũ])         |
| Gesloten middenklinker | [e]             |                  | [o]               |
| Open middenklinker     | [ɛ] [ɛ̃]         |                  | [ɔ] [ɔ̃]           |
| Open klinker           | [a] [ã]         | [a] [ã]          |                   |

## Grammatica
Het Kreyòl kent vrijwel geen vervoegingen. Ook is er geen grammaticaal geslacht, zoals het Frans, dus is er ook geen congruentie van lidwoorden en bijvoeglijke naamwoorden. De standaard woordvolgorde is hetzelfde als in het Frans (SVO).
Om woorden in het meervoud te zetten of bezitsrelaties uit te drukken (zie ook genitief) kunnen postposities zoals yo aan het grondwoord worden toegevoegd. De laatste jaren is er steeds meer discussie over de schrijfwijze van deze suffixen (koppelteken, apostrof enz.), wat nog meer speelt wanneer het suffix uit slechts één klank (zoals m o w) bestaat.

## Lexicon
Het grootste deel van de woordenschat is uit het Frans afkomstig, waarbij het bepaald lidwoord la vaak met het woord is versmolten:
| Kreyòl              | IPA                 | Franse grondwoord                   | Nederlandse vertaling                |
| ------------------- | ------------------- | ----------------------------------- | ------------------------------------ |
| bagay               | /bagaj/             | (?)Fr. bagage, "baggage"            | "ding"                               |
| bannann             | /bãnãn/             | Fr. banane, "banana"                | "banaan"                             |
| bekàn               | /bekan/             | Fr. bécane /bekan/                  | "fiets"                              |
| Bondye              | /bõdje/             | Fr. Bon Dieu /bõdjø/                | "God! (uitroep)"                     |
| dèyè                | /dɛjɛ/              | Fr. derrière /dɛʁjɛʁ/               | "achter"                             |
| diri                | /diri/              | Fr. du riz /dy ʁi/                  | "rijst"                              |
| fig                 | /fig/               | Fr. figue /fig/                     | "vijg"                               |
| lakay               | /lakaj/             | (?)Fr. cahutte /kayt/               | "huis"                               |
| kiyèz, tchòk, poban | /kijɛz, tʃɔk, pobã/ |                                     | "soort banaan"                       |
| kle                 | /kle/               | Fr. clé /kle/, "key"                | "sleutel"                            |
| kle kola            | /kle kola/          | Fr. clé /kle/, "key" + Eng. "cola"  | "flesopener"                         |
| konnflek            | /kõnflek/           | En. "corn flakes"                   | "graanontbijt"                       |
| kawoutchou          | /kawutʃu/           | Fr. caoutchouc, "rubber"            | "rubber"                             |
| lin                 | /lin/               | Fr. lune /lyn/                      | "maan"                               |
| makak               | /makak/             | Fr. macaque /makak/                 | "aap/makaak"                         |
| matant              | /matãt/             | Fr. ma tante, "my aunt"             | "mijn tante"                         |
| moun                | /mun/               | Fr. monde                           | "volk/persoon"                       |
| mwen                | /mwɛ̃/               | Fr. moi /mwa/ or /mwɛ/, "mwen meme" | "ik","mij(zelf)"                     |
| nimewo              | /nimewo/            | Fr. numéro /nymeʁo/                 | "getal"                              |
| etazini             | /etazini/           | Fr. États-Unis /etazyni/            | "Verenigde Staten"                   |
| piman               | /pimã/              | Fr. piment /pimã/                   | zeer hete chilipeper                 |
| pann                | /pãn/               | Fr. pendre /pãdʁ/                   | "hangen"                             |
| pwa                 | /pwa/               | Fr. pois /pwa/, "pea"               | "boon"                               |
| chenèt              | /ʃenɛt/             | Fr. (Antillen) la quénette          | o.a. "gat tussen iemands voortanden" |
| tonton              | /tõtõ/              | fr. tonton                          | "oom"                                |
| vwazen              | /vwazɛ̃/             | Fr. voisin /vwazɛ̃/                  | "buurman"                            |
| zwazo               | /zwazo/             | Fr. oiseau /wazo/                   | "vogel"                              |
| ye                  | /je/                | Fr. yeux /jø/                       | "oog"                                |

### Van handelsmerken afgeleide zelfstandige naamwoorden
- kòlgat of pat (Colgate-Palmolive) — "tandpasta"
- jilèt vernoemd naar het merk (Gillette) — "scheermes"
- panpèz (Pampers) of kouchèt — "luier"
- kodak (Eastman Kodak) — "camera"
- frijidè (Frigidaire) - "koelkast"
- dèlko (Delco Electronics) - "generator"
- chiklèt (Chiclets) - "tandvlees", "kauwgom"
- kitèks (Cutex) - "nagelpolijstmiddel"